# Apeira syringaria
Apeira syringaria là một loài bướm đêm trong họ Geometridae.

## Hình ảnh

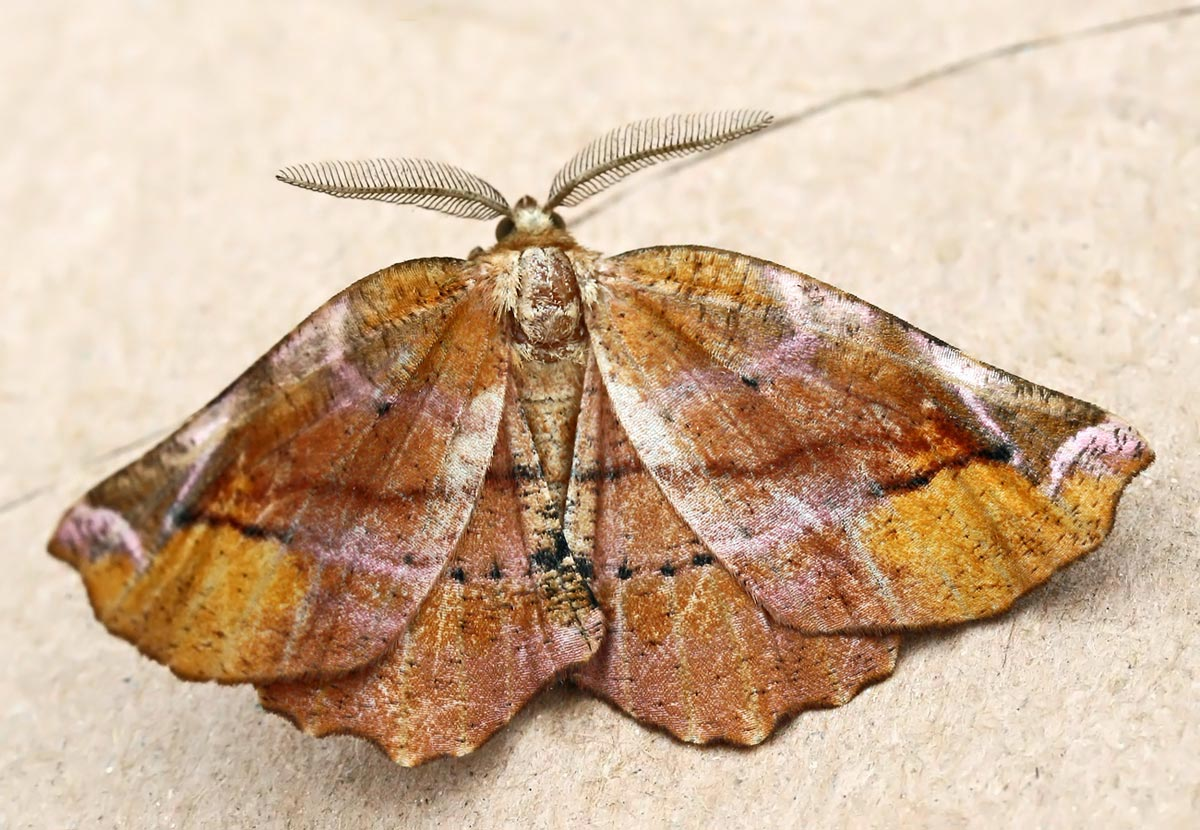
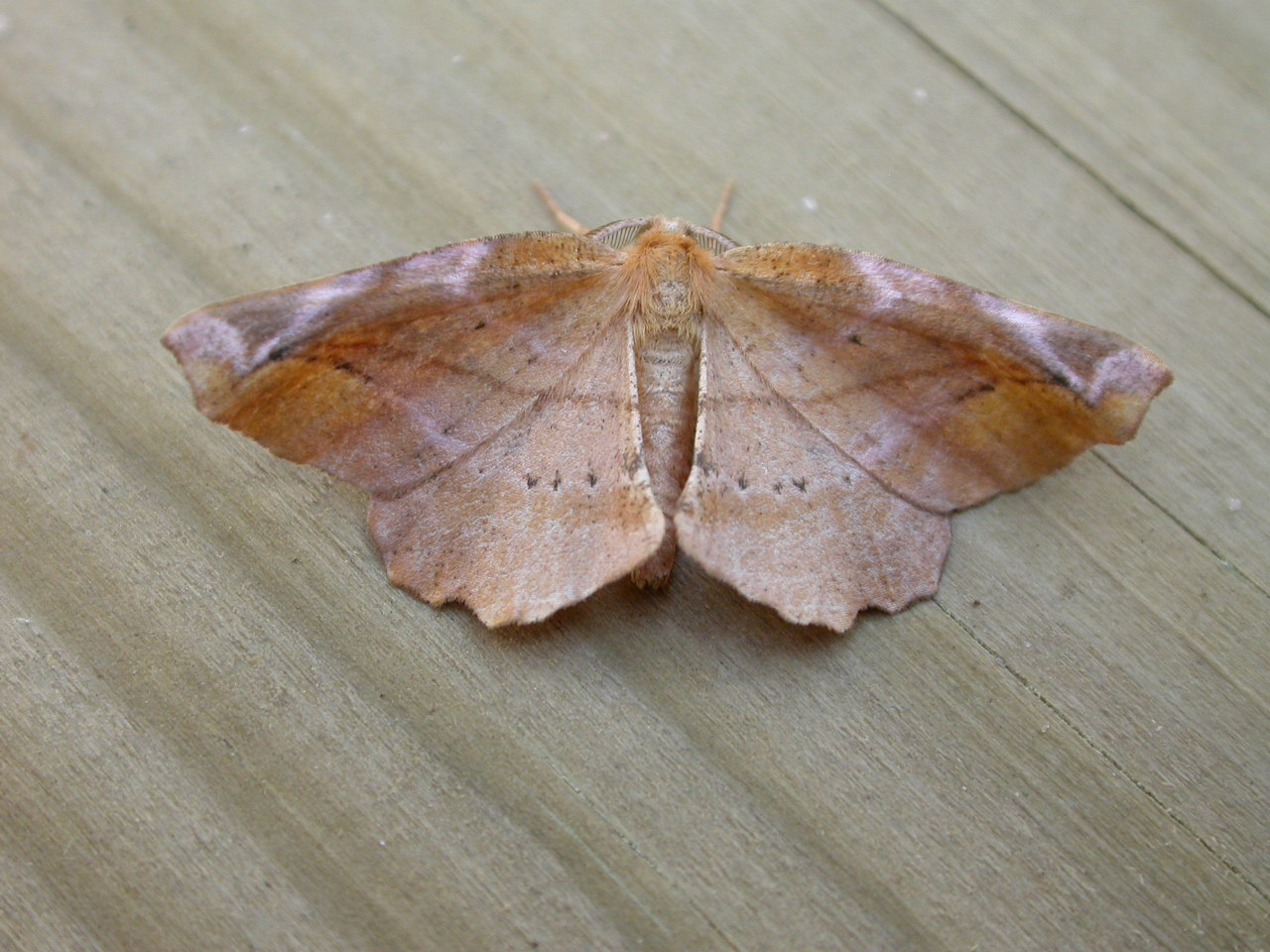
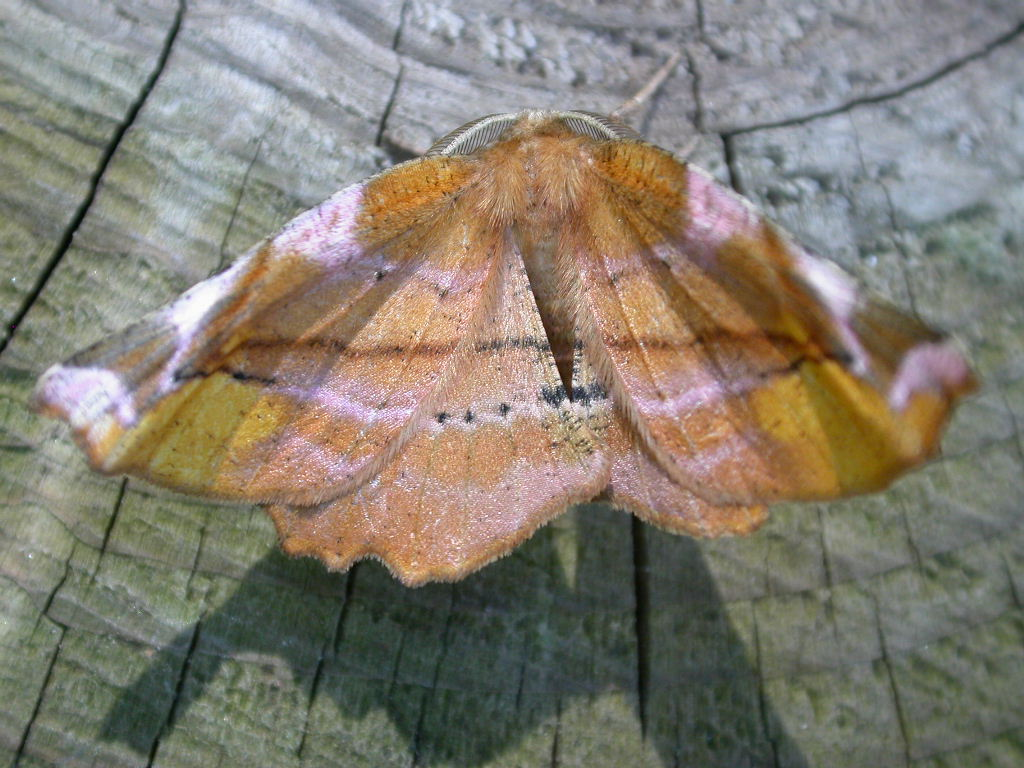
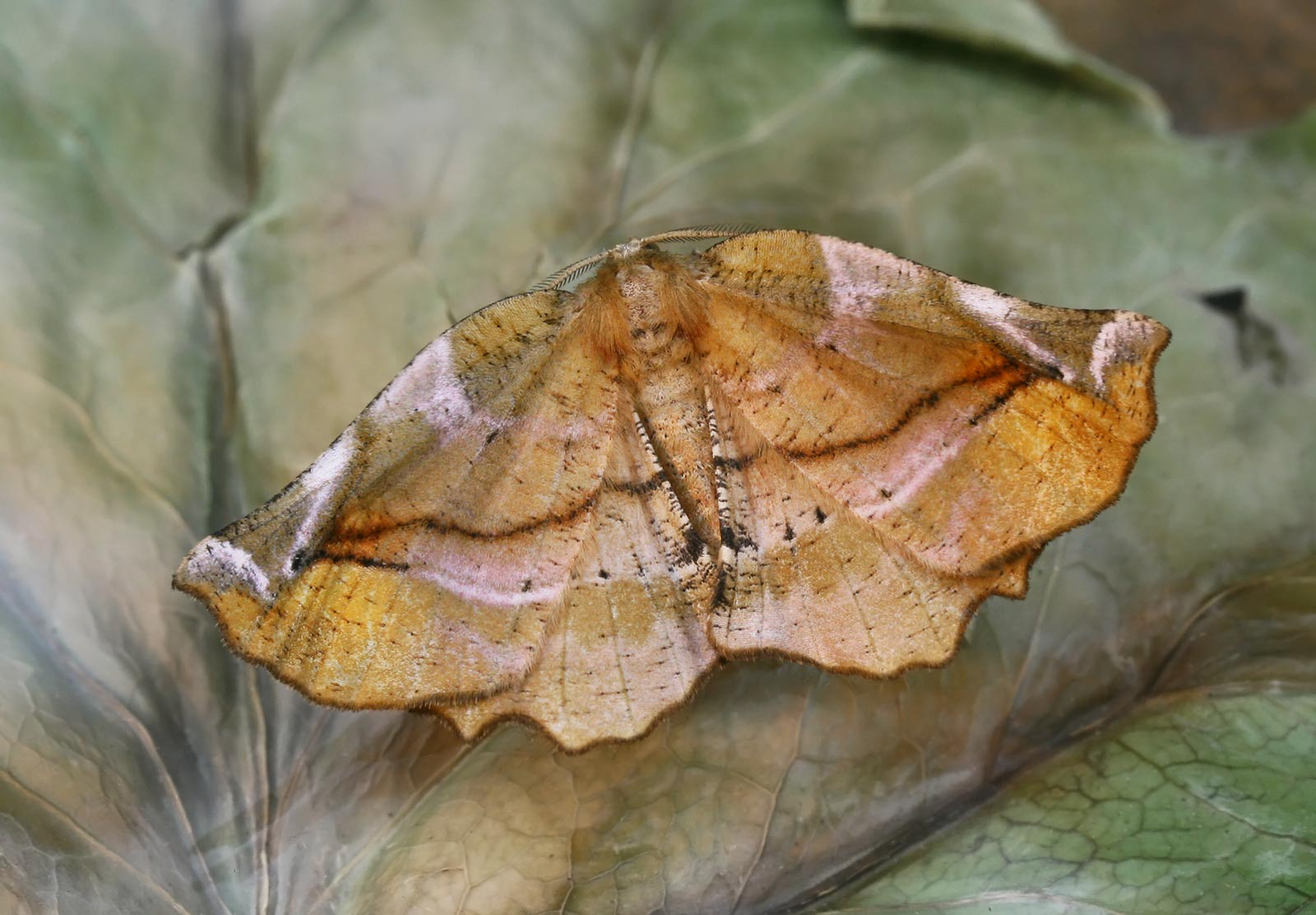